# خاکشیر اصفهانی
سید جعفر موسوی ملقب به خاکشیر اصفهانی (زاده ۱۳۰۰ قمری اصفهان- درگذشته ۲۶ ذی القعده ۱۳۷۵ قمری اصفهان) از شاعران اهل ایران در عهد قاجار و پهلوی است.

## تولد
خاکشیر اصفهانی یا سید جعفر موسوی، فرزند سیداسماعیل، شاعر هزل‌سرای معاصر است. وی در ابتدای کار شاعری، "صراحی" تخلص می‌نمود. دیوان وی شامل حدود ۱۵۰۰ بیت غزل و رباعی و دیگر قالبهای شعر است.
وی در جلفا به کلاهدوزی و جولاهی مشغول بود. وی با شعرای عهد خود دوستی داشت. خاکشیر بسیار خوش‌اخلاق و محجوب بود و بر خلاف محتوای اشعارش که هزل بود خودش انسانی بسیار باحیا بود. باوجود روحیه شوخ‌طبع و این که هزل دستمایه آثار وی بوده‌است، او هیچگاه شعری در هجو کسی نسرود. دیوان او در سال ۱۳۳۵ جمع‌آوری و چاپ شد. صغیر اصفهانی و فصیح از دوستان وی بودند. خاکشیر، مجرد بود و به‌طور مشترک با سید یوسف موسوی، برادر کوچک‌تر خود در محله چوب‌بست شیش بیدآباد واقع در خیابان مسجد سید در یک خانه زندگی می‌کردند.

خاکشیر در ۲۶ ذی قعده ۱۳۷۵ ق برابر با ۱۴ تیر ۱۳۳۵ خورشیدی درگذشت و جسدش را در تکیه گلزار تخت فولاد اصفهان دفن کردند.

## سبک شعری
خاکشیر بیش از هر چیز در تضمین اشعار بزرگانی چون حافظ، سعدی، فردوسی، باباطاهر و دیگران و گنجاندن ضرب‌المثل‌ها در اشعارش توانا بود. اغلب اشعار وی هزل و شوخی است. وی از خواندن اشعار خود چه اشعار هزل و چه اشعار جد اجتناب داشت.

### توبه از هزل سرایی
خاکشیر به مانند انوری ابیوردی و شفایی اصفهانی در انتهای زندگی از هزل‌سرایی توبه می‌کند. چنان‌که می‌گوید:
| اینها چه فضیلت است من می‌گویم؟ |  | کاندر پس و پیش مرد و زن می‌گویم |
| نه دنیوی است و اخروی خاصیتش   |  | زشت است چنین سخن که من می‌گویم  |

وی همچنین می‌گوید:
| یک چند ازین خلق جدا خواهم بود |  | بی گفت و شنید و بی‌صدا خواهم بود |
| بگذشت تمام عمر با خلق خدای    |  | این آخر عمر با خدا خواهم بود    |

## نمونه اشعار
| یا رب من اگر گناه کردم تو ببخش ور نامه خود سیاه کردم توببخش گفتند به من که: از ره راست برو چپ رفتم و اشتباه کردم تو ببخش |  | {{{2}}} |

روزی در یک انجمن شعری یکی از غزلیات سعدی که می‌گوید: «نه طریق دوستان است و نه شرط مهربانی/ که به دوستان یک دل سر و دست برفشانی» طرح شد و مرحوم خاکشیر در استقبال آن شعری سرود که دو بیتش این است:
| سحر آمدم به کویت که ببینمت نهانی  |  | ارنی نگفته گفتی دو هزار لن ترانی  |
| همه بر در تو آیند و روند بهر حاجت |  | بخودت قسم روا نیست مرا ز در برانی |